# بريان إينو
بريان بيتر جورج سانت جون لي باتيست دي لا سال إينو (Brian Peter George St. John le Baptiste de la Salle Eno) (المولود في 15 من مايو 1948م وفي الأصل مُعمّد باسم بريان بيتر جورج إينو)، معروف مهنيًا باسم بريان إينو أو ببساطة باسم إينو (/[invalid input: 'icon']ˈiːnoʊ/[بحاجة لمصدر])، كان موسيقارًا إنجليزيًا وملحنًا ومنتج تسجيلات ومغنيًا وفنانًا مرئيًا، وهو معروف كواحدٍ من المبتكرين الرئيسين للموسيقى المحيطة.
كان إينو طالبًا من طُلاب روي أسكوت في دورته الأساسية في كلية إيبسويتش سيفيك. ثم بعد ذلك، درس إينو في مدرسة الفنون التابعة لمعهد كولشستر في إسيكس، إنجلترا، مُتخذًا الإلهام من الرسم التقليلي. وأثناء وجوده في دورة الفنون في المعهد، اكتسب إينو أيضًا خبرةً في عزف الموسيقى من خلال دروس التعليم التي كانت تُعقد في مدرسة الموسيقى المجاورة.
التحق إينو بفرقة روكسي ميوزيك كعازف آلات المفاتيح والسينثيسايزر (Synthesizer) في أوائل سبعينيات القرن العشرين. وظهر نجاح روكسي ميوزيك في مشهد جلام روك سريعًا، ولكن سرعان ما تعب إينو من التجوال والصراعات مع المُغني القائد بريان فيري (Bryan Ferry).
استكشفت موسيقى إينو المنفردة المزيد من الأساليب التجريبية الموسيقية والموسيقى المحيطة. وكانت موسيقاه مؤثرةً بشكلٍ كبيرٍ أيضًا، ورائدةً للموسيقى المحيطة والموسيقى التوليدية (generative music)، مبتكرةً تقنيات الإنتاج، ومؤكدةً «النظرية فوق الممارسة». وقدم أيضًا مفهوم موسيقى الفرصة (chance music) للجماهير الشعبية، جزئيًا من خلال التعاون مع الموسيقيين الآخرين.
عمل إينو أيضًا كمنتج موسيقى مؤثرة وألبوم. ومع نهاية سبعينيات القرن العشرين الميلادي، عمل إينو مع ديفيد بوي على العمل الإبداعي «ثلاثية برلين» (Berlin Trilogy) وساعد على ترويج الفرقة الأمريكية ديفو والنوع الخاوي المضمون «لا موجة».(No Wave) أنتج ونفَّذ ثلاثة ألبومات بواسطة الرؤوس المتحدثة، بما في ذلك ابق في الضوء (1980م)، وأنتج سبعة ألبومات لـ يو تو، بما في ذلك شجرة يشوع (The Joshua Tree) (1987م). وعمل أيضًا في تسجيلات من قِبل جيمس ولوري أندرسون (Laurie Anderson) وكولدبلاي وديبيش مود (Depeche Mode) وبول سايمون (Paul Simon) وجريس جونز (Grace Jones) وسلودايف (Slowdive) وغيرهم.
يسعى إينو إلى مشروعات الوسائط المتعددة من أجل مهنته الموسيقية، بما في ذلك التنصيبية، وعمود في صحيفة الأوبزرفر (The Observer) وعمود منتظم في المجتمع والابتكار في مجلة بروسبكت (Prospect) و«الاستراتيجيات المائلة» (مكتوبة مع بيتر شميدت) (Peter Schmidt)، وهي رزمةٌ من البطاقات التي تُعَد فيها ملاحظات خفية أو رؤى عشوائية لغرض حل المعضلات. ويستمر إينو في التعاون مع موسيقيين آخرين وإنتاج التسجيلات وإطلاق موسيقاه الخاصة والكتابة.

## قائمة المراجع
- Bracewell, Michael Roxy Music: Bryan Ferry, Brian Eno, Art, Ideas, and Fashion (Da Capo Press, 2005) ISBN 0-306-81400-5
- Eno, Brian, Russell Mills and Rick Poynor More Dark Than Shark (Faber & Faber, 1986, out of print)
- Espartaco Carlos Eduardo Sanguinetti: The Experience of Limits, p. 9 (Ediciones de Arte Gaglianone, first published 1989) ISBN 950-9004-98-7
- Eno, Brian A Year with Swollen Appendices: Brian Eno's Diary (Faber & Faber, 1996) ISBN 0-571-17995-9
- I Dormienti with Mimmo Paladino (2000). Limited edition of 2000.
- Sheppard, David On Some Faraway Beach: The Life and Times of Brian Eno (Orion Books, 2008) ISBN 978-0-7528-7570-5
- Tamm, Eric Brian Eno: His Music and the Vertical Color of Sound (Da Capo Press, 1995, first published 1989) ISBN 0-306-80649-5
- Dayal, Geeta 331⁄3: Brian Eno's Another Green World (Continuum 2007) ISBN 978-0-8264-2786-1

## وصلات خارجية
- بريان إينو على موقع IMDb (الإنجليزية)
- بريان إينو على موقع الموسوعة البريطانية (الإنجليزية)
- بريان إينو على موقع ألو سيني (الفرنسية)
- بريان إينو على موقع ميوزك برينز (الإنجليزية)
- بريان إينو على موقع رولينغ ستون (الإنجليزية)
- بريان إينو على موقع أول موفي (الإنجليزية)
- بريان إينو على موقع قاعدة بيانات برودواي على الإنترنت (الإنجليزية)
- بريان إينو على موقع قاعدة بيانات الأفلام السويدية (السويدية)
- بريان إينو على موقع إن إن دي بي (الإنجليزية)
- بريان إينو على موقع أول ميوزيك (الإنجليزية)
- Paul Morley interviews Eno in الغارديان، 17 Jan 2010
- Interview with Brian Eno from الغارديان، 19 May 2006
- Brian Eno: The Philosophy of Surrender interview November 2008